# Szmergiel (serial animowany)
Szmergiel (ang. Disney’s Bonkers, 1993–1995) – amerykański serial animowany Wytwórni Walta Disneya składający się z 65 odcinków. Opowiada on o Szmerglu, rysunkowym rysiu-aktorze, który zostaje zwolniony ze studia filmowego i próbując złapać rolę w filmie Kaczora Donalda, przypadkowo zostaje policjantem. Szef policji przydziela mu kompana, detektywa Szczęsnego.
W serialu miesza się rzeczywistość z kreskówką, choć całość jest rysowana. Bohaterowie realni nazywają narysowanych „kreskówki” albo „krechy”. 
Serial, który był emitowany na kanale TVP1 w sobotnim bloku Walt Disney przedstawia, jest spin-offem filmu fabularno-animowanego Kto wrobił królika Rogera? z 1988 roku.

## Bohaterowie

### Pozytywni
- Rysiul Szmergiel – główny bohater. Energiczny i postrzelony rysunkowy ryś pracujący w Kreskówkowej Dywizji Hollywoodzkiej Policji. Niegdyś wielka gwiazda studia filmowego Wackytoons, został zwolniony ponieważ jego show straciło na popularności. Pierwszy raz zetknął się z wymiarem sprawiedliwości, kiedy nieświadomie uratował Kaczora Donalda przed rabusiem w parku. Pomógł mu w tym detektyw Szczęsny, jednak Szmergiel o tym nie wiedział. Kiedy otrzymywał medal od Komendanta Kanifkiego, nieopatrznie pochwalił się swoimi "osiągnięciami" w policji (mając na myśli seriale, w których grał policjanta). Kanifky, będąc pod wrażeniem, proponuje Szmerglowi pracę w policji. Szmergiel zgadza się i zostaje partnerem Szczęsnego. Chociaż ma jak najlepsze intencje, Szmergiel często kończy w tarapatach. Jako postać z kreskówki jest z natury niezrównoważony, beztroski i chaotyczny, jednak stara się być jak najlepszym policjantem.
- Szczęsny Marynat – człowiek, detektyw, partner Szmergla. Poważny i skrupulatny, często sprzecza się ze Szmerglem. Nie może zrozumieć natury kreskówek. Jego nazwisko jest dosłownym tłumaczeniem wersji angielskiej, gdzie nazywa się Lucky Piquel.
- Marilyn – córka Szczęsnego, dziecięcy geniusz Szczęsnego. Jest artystką i fanką rysunkowych postaci w rodzaju Szmergla. Jej ulubieńcem jest telewizyjna gwiazda Skunksowaty Skunksik.
- Dilandra (Dil/Dyl) – żona Szczęsnego. Popiera jej męża i od czasu do czasu zachęca ich córka Marilyn.
- Miranda Wright – partnerka Szmergla z "Epizodów Mirandy". Często jest oznaczana jako poważna policjantka. Osiągnęła rangę sierżanta LAPD.
- Królik Rozpadek – rysunkowy królik, ciamajdowaty przyjaciel Szmergla. Zgodnie z imieniem rozpada się z byle powodu, dlatego nosi bandaże, które utrzymują go w całości.
- Leonard Kanifky – roztargniony szef policji. Często myli nazwisko Szczęsnego (Mówi na niego Marynarz zamiast Marynat). Prawdopodobnie zainspirowany przez Erica Lassarda z "Akademii Policyjnej".
- Zwariowany Kapelusznik i Marcowy Zając – postacie z filmu Walta Disneya Alicja w Krainie Czarów. Charakteryzują Szmergla w jego kreskówce i dodają do niej elementy humorystyczne przemocy. Mieszkają w napisie „Hollywood”.
- Skunksowaty Skunksik – ulubieniec kreskówki telewizyjnej gwiazdy Marilyn.
- Trąbuś – trąbka-klakson, kreskówkowe zwierzątko Szmergla. Nie potrafi mówić ludzkim głosem, jednak Szmergiel i Szczęsny go rozumieją.
- Tremek[1] – pies, bohater drugoplanowy tradycyjnych kreskówek Szmergla[2] oraz niektórych innych odcinków.
- Skoczek[1] – niedźwiedź, w tradycyjnych kreskówkach Szmergla[2] jego szef.
- Sarenka Fauna[1] – łania, filmowa miłość Szmergla z jego tradycyjnych kreskówek[2].
- Klap, Chlipek i Chlap – reklamują płatki śniadaniowe, często się kłócą.
- Pan Ziarenko – właściciel fabryki płatków śniadaniowych.

### Negatywni
- Zbieracz Kreskówek – złoczyńca z pilotażowego odcinka Do dzieła Rysiul. Pierwszy przestępca pokonany przez Szmergla. Był człowiekiem udającym kreskówkę.
- Pan Gryzmoł – zły pomocnik Kolekcjonera.
- W. W. Wacek – właściciel wytwórni kreskówek. Zwolnił Szmergla, gdyż kreskówka innej wytwórni przewyższyła go w rankingach.
- Rozpraszająca Wiewiórka – złodziej z fiksacji dla orzechów każdego rodzaju. Szczęsny i Szmergiel musieli pomóc Szefowi Leonardowi Kanifkiemu w zdobyciu go, po to, żeby przywrócić dla burmistrza pracę Kanifkiemu.
- Mydłek Oślizgły
- Maniuś Bomber – kreskówka-bomba, wybuchał za każdym razem, gdy się denerwował.
- Cybot – robot, dawniej występujący w telewizji. Jego program został zastąpiony przez kreskówkę Rysiula.
- Kocury Ninja – cztery koty niskiego wzrostu, gangsterzy Cybota. Parodia Żółwi Ninja.
- Gnat i Gutek – byk i kogut, kreskówkowi rabusie i oszuści.
- Turbo, Banshee i Kabong – chcieli zastąpić Klapa, Chlipka i Chlapa w reklamie, w tym celu podszywając się pod nich okradli magazyn niespodzianek do płatków i porwali szefa fabryki, Pana Ziarenko.

### Gościnnie występują
- Kaczor Donald (odc. 1),
- Dzielny Agent Kaczor (odc. 25),
- Goofy (odc. 31, 33 i 65),
- Czarny Piotruś (odc. 33),
- Myszka Miki (odc. 35),
- Święty Mikołaj i jego Elfy (odc. 50).

## Spis odcinków
| N/o            | Polski tytuł                         | Angielski tytuł                     |
| -------------- | ------------------------------------ | ----------------------------------- |
|                |                                      |                                     |
| SERIA PIERWSZA |                                      |                                     |
|                |                                      |                                     |
| 01             | Do Dzieła, Rysiul                    | Going Bonkers                       |
|                |                                      |                                     |
| 02             | Dalej, Rysiul                        | Gone Bonkers                        |
|                |                                      |                                     |
| 03             |                                      | In The Bag                          |
|                |                                      |                                     |
| 04             |                                      | Hear No Bonkers, See No Bonkers     |
|                |                                      |                                     |
| 05             |                                      | Out of Sight, Out of Toon           |
|                |                                      |                                     |
| 06             | Gdzie Jest Skunksowaty Skunksik?     | Is Toon Fur Really Warm?            |
|                |                                      |                                     |
| 07             |                                      | Calling All Cars                    |
|                |                                      |                                     |
| 08             | Saper Rozpadek                       | Fall Apart Bomb Squad               |
|                |                                      |                                     |
| 09             | Zaufaj Kreskówkom                    | In Toons We Trust                   |
|                |                                      |                                     |
| 10             |                                      | Never Cry Pig                       |
|                |                                      |                                     |
| 11             | Niezwykły Gość                       | Hamster Houseguest                  |
|                |                                      |                                     |
| 12             |                                      | A Cheap Sheep Sweep                 |
|                |                                      |                                     |
| 13             |                                      | The Day The Toon Stood Still        |
|                |                                      |                                     |
| 14             |                                      | Weather Or Not                      |
|                |                                      |                                     |
| 15             | Przeszkolenie                        | Basic Spraining                     |
|                |                                      |                                     |
| 16             |                                      | Once In A Blue Toon                 |
|                |                                      |                                     |
| 17             |                                      | Luna-Toons                          |
|                |                                      |                                     |
| 18             |                                      | Time Wounds All Heels               |
|                |                                      |                                     |
| 19             | Czy Wierzysz w Duchy?                | Poltertoon                          |
|                |                                      |                                     |
| 20             | Ale Bomba                            | Hand Over The Dough                 |
|                |                                      |                                     |
| 21             |                                      | Ski Patrol                          |
| 21             | Bonkers in Space                     |                                     |
| 21             | Piosenka o Gumowym Pokoju            | The Rubber Room Song                |
| 21             | Draining Cats and Dogs               |                                     |
|                |                                      |                                     |
| 22             | Rysunkowy Prosiaczek                 | Tune Pig                            |
|                |                                      |                                     |
| SERIA DRUGA    |                                      |                                     |
|                |                                      |                                     |
| 23             |                                      | New Partners On The Block           |
|                |                                      |                                     |
| 24             |                                      | Witless For The Prosecution         |
|                |                                      |                                     |
| 25             | Komu Śnią Się Owce                   | Do Toons Dream Of Animated Sheep?   |
|                |                                      |                                     |
| 26             |                                      | Quibbling Rivalry                   |
|                |                                      |                                     |
| 27             |                                      | Springtime For The Iguana           |
|                |                                      |                                     |
| 28             |                                      | CasaBonkers                         |
|                |                                      |                                     |
| 29             |                                      | Love Stuck                          |
|                |                                      |                                     |
| 30             |                                      | Of Mice And Menace                  |
|                |                                      |                                     |
| 31             |                                      | Dog Day Aftertoon                   |
|                |                                      |                                     |
| 32             |                                      | The 29th Page                       |
|                |                                      |                                     |
| 33             |                                      | Cartoon Cornered                    |
|                |                                      |                                     |
| SERIA TRZECIA  |                                      |                                     |
|                |                                      |                                     |
| 34             | Sprawa Komisarza Kanifkiego          | The Good, The Bad, And The Kanifky  |
|                |                                      |                                     |
| 35             | I Znów Będę Gwiazdą                  | I Oughta Be In Toons                |
|                |                                      |                                     |
| 36             |                                      | Frame That Toon                     |
|                |                                      |                                     |
| 37             |                                      | A Wooly Bully                       |
|                |                                      |                                     |
| 38             |                                      | Stay Tooned                         |
|                |                                      |                                     |
| 39             |                                      | Get Me A Pizza (Hold the Minefield) |
| 39             | O Cartoon! My Cartoon!               |                                     |
| 39             | Spatula Party                        |                                     |
| 39             | Ryszlok Holmes                       | Sheerluck Bonkers                   |
|                |                                      |                                     |
| 40             | Pokoloruj Mnie                       | Color Me Piquel                     |
|                |                                      |                                     |
| 41             | Przebrany Tato                       | Stand-In Dad                        |
|                |                                      |                                     |
| 42             | Niespodzianka z Niespodzianką        | Cereal Surreal                      |
|                |                                      |                                     |
| 43             |                                      | Petal to the Metal                  |
| 43             | If                                   |                                     |
| 43             | Dogzapoppin'                         |                                     |
| 43             | Trail Mix Bonkers & the Pony Express |                                     |
|                |                                      |                                     |
| 44             |                                      | The Dimming                         |
|                |                                      |                                     |
| 45             |                                      | Toon With No Name                   |
|                |                                      |                                     |
| 46             | Polowanie Na Świra                   | Get Wacky                           |
|                |                                      |                                     |
| 47             | Ostatnia Recenzja                    | The Final Review                    |
|                |                                      |                                     |
| 48             |                                      | Quest for Firewood                  |
| 48             | Goldijitters and the 3 Bobcats       |                                     |
| 48             | Wszystkie drogi prowadzą do ołtarza  | Get Me to the Church on Time        |
| 48             | Potrzebny indyk                      | Gobble Gobble Bonkers               |
|                |                                      |                                     |
| 49             | Nie Ma To Jak Stare Kreskówki        | Seems Like Old Toons                |
|                |                                      |                                     |
| 50             | Cud Wigilijnej Nocy                  | Miracle At The 34th Precinct        |
|                |                                      |                                     |
| 51             | Znów na planie                       | The Comeback Kid                    |
|                |                                      |                                     |
| 52             |                                      | The Greatest Story Never Told       |
|                |                                      |                                     |
| 53             | Miasteczko Rozpadka                  | Fall-Apart Land                     |
|                |                                      |                                     |
| 54             | Niesforny Artysta                    | Imagine That                        |
|                |                                      |                                     |
| 55             | Niecodzienne Śledztwo                | A Fine Kettle Of Toons              |
|                |                                      |                                     |
| 56             | Zabójczy Stres                       | Stressed To Kill                    |
|                |                                      |                                     |
| SERIA CZWARTA  |                                      |                                     |
|                |                                      |                                     |
| 57             |                                      | Trains, Toons, And Toon Trains      |
|                |                                      |                                     |
| 58             | Rysiul w Tokio                       | Tokyo Bonkers                       |
|                |                                      |                                     |
| 59             |                                      | The Stork Exchange                  |
|                |                                      |                                     |
| 60             |                                      | Bobcat Fever                        |
|                |                                      |                                     |
| 61             |                                      | The Toon That Ate Hollywood         |
|                |                                      |                                     |
| 62             |                                      | When The Spirit Moves You           |
|                |                                      |                                     |
| 63             | Wąwóz Kowadeł                        | Fistful Of Anvils                   |
|                |                                      |                                     |
| 64             |                                      | What You Read Is What You Get       |
|                |                                      |                                     |
| 65             |                                      | Toon For A Day                      |
|                |                                      |                                     |

## Ciekawostki
- Serial jest kontynuacją występujących w Raw Toonage kreskówek He's Bonkers. W pierwszym odcinku widzimy, jak nagrywany jeden z tych filmów. Zostały one w całości pokazane w odcinkach 39, 43 i 48. Rok ich powstania jest wcześniejszy od roku powstawania serialu; miały także innych twórców. Oprócz tych kreskówek do serialu zostały również włączone dwa krótkie fragmenty, w których Rysiul recytuje wiersze. Również one pochodzą z Raw Toonage.
- Odcinki nie były produkowane w kolejności, w jakiej są wyświetlane. Dystrybucja jest prowadzona według porządku fabularnego odcinków, a ten różni się od kolejności chronologicznej. Początkowo w USA wyświetlono całą serię czwartą, następnie pokazane zostały odcinki serii pierwszej. Później wyświetlono odcinek 23, powtórzono znowu serię czwartą i wyświetlono resztę odcinków serii drugiej. Jako ostatnią wyświetlono serię trzecią. Ponadto, kolejność polska jest nieco inna od kolejności dystrybucji.
- Odcinki były produkowane przez różne studia animacyjne, które wykorzystywały różne modele bohaterów. W związku z tym, bohaterowie różnią się nieco wyglądem w różnych odcinkach.
- Dla odróżnienia ludzi od kreskówek stworzono trzy reguły:
  - Kreskówki mają 8 palców u rąk, a ludzie 10
  - Kreskówki zawsze mają jaskrawe, ostre barwy, niezależnie od oświetlenia (rzucają cienie), a ludzie w ciemnych miejscach są kolorowani ciemniejszymi odcieniami, tak jak jest w rzeczywistości.
  - Kreskówki bardziej okazują uczucia, wypłakując często dosłowne morza łez, wskakują na ramiona ludzi w momencie podekscytowania czy lęku, łatwo i szybko zmieniają swój ubiór, a także wyciągają zza pleców różne rekwizyty.